# Neofunktionalism
Neofunktionalism är en teori inom internationella relationer och går i korthet ut på att fokusera på fler aktörer än nationalstaten genom t.ex. multinationella företag, intressegrupper och politiska eliter. Neofunktionalister fokuserar på aktörernas olika särintressen och menar då att nationer inte kan integrera på egen hand utan att andra aktörer måste aktivt stödja påbörjandet en integrationsprocess. Dessa processer inleds först när den överstatliga institutionens intressen sammanfaller med de transnationella intressena från de övriga aktörerna. Denna processen kan mynna ut i integration mellan aktörer i områden som t.ex. handel – ett transnationellt företag kan ha intresse att vilja ta bort tullavgifter eftersom det gynnar dom. Den överstatliga institutionen har då intresse att integrera de olika nationalstaterna som påverkas av beslutet att ta bort tullavgifter. Enligt neofunktionalisten kommer detta samarbete leda till bildandet av en "spillover-effekt", om då samarbetet inom ett område kommer kräva samarbete inom andra områden.